# Red (album của Taylor Swift)
Red là album phòng thu thứ tư của nữ ca sĩ kiêm nhạc sĩ sáng tác bài hát người Mỹ Taylor Swift được Big Machine Records phát hành vào ngày 22 tháng 10 năm 2012. Tựa đề của album đề cập đến những cảm xúc "màu đỏ" đầy mãnh liệt và hỗn loạn mà Swift đã trải qua trong quá trình thực hiện album, cùng với các bài hát trong album khai tác về những cảm xúc phức tạp và mâu thuẫn cũng những tổn thương trong những mối tình cũ của Swift. Nhằm thử nghiệm những thể loại mới mẻ hơn so với âm thanh country pop trong các album trước kia, Swift đã mời các nhà sản xuất mới Dann Huff, Max Martin, Shellback, Jeff Bhasker, Dan Wilson, Jacknife Lee, Butch Walker, cùng với cộng tác viên lâu năm Nathan Chapman. Kết quả cuối cùng là một đĩa nhạc kết hợp các phong cách nhạc pop, đồng quê và rock với các thể loại khác bao gồm arena rock, Britrock, dance-pop và dubstep.
Big Machine và Swift đã từng gắn thể loại Red là một album nhạc đồng quê nhưng nhiều nhà phê bình phản đối cách phân loại này và cho rằng đây là một đĩa nhạc pop. Album mang về cho cô 2 đề cử "Album nhạc đồng quê xuất sắc nhất" và "Album của năm" tại mùa Giải Grammy lần thứ 56, trong khi giành giải "Album nhạc đồng quê được yêu thích nhất" tại Giải thưởng Âm nhạc Mỹ năm 2013. Red gặt hái thành công rực rỡ về mặt thương mại, khi giành ngôi đầu bảng tại Hoa Kỳ, Anh Quốc, Úc, Canada, Ireland và New Zealand, là album bán chạy thứ hai trên toàn cầu trong năm 2012, với doanh số đến nay đã chạm mốc 8 triệu bản.
Swift đã chính thức phát hành 7 đĩa đơn trong Red, trong đó "We Are Never Ever Getting Back Together" là đĩa đơn quán quân đầu tiên của cô ở Hoa Kỳ. Kế đến, "I Knew You Were Trouble" vươn đến top 10 tại nhiều lãnh thổ khác nhau. Đây là hai trong số những đĩa đơn lọt vào danh sách bán chạy nhất thế giới. Những đĩa đơn tiếp theo của album gồm có: "Begin Again", "Red", "22", "Everything Has Changed", và tất cả đều được Hiệp hội Công nghiệp ghi âm Hoa Kỳ (RIAA) chứng nhận Bạch kim. Chuyến lưu diễn quảng bá vòng quanh thế giới The Red Tour (2013–2014) của Swift xuyên khắp các quốc gia tại Bắc Mỹ, Châu Đại Dương, Châu Á và Châu Âu đạt thành công lớn, đem về cho cô 150 triệu đô la Mỹ trên toàn cầu.
Các nhà phê bình đương thời khen ngợi khả năng sáng tác của Swift trong Red nhưng lại tranh cãi về phần sản xuất của album. Nhiều cây viết tán dương tính đa dạng âm thanh của album nhưng không ít người đã chỉ trích về sự thiếu nhất quán của nó. Các nhà phê bình sau này coi Red là một trong những album hay nhất của Swift và là một album mang tính chuyển tiếp giữa nguồn gốc đồng quê của cô và nhạc pop chính thống. Red xuất hiện trong danh sách các album hay nhất của thập niên 2010 của nhiều ấn phẩm âm nhạc uy tín và xếp ở vị trí thứ 99 trong phiên bản sửa đổi năm 2020 của danh sách "500 Album hay nhất mọi thời đại" do Rolling Stone phát hành. Phiên bản tái thu âm của album mang tên Red (Taylor's Version) đã được ra mắt vào ngày 12 tháng 11 năm 2021 sau cuộc tranh cãi quyền sở hữu tác phẩm của Swift.

## Bối cảnh và phát hành

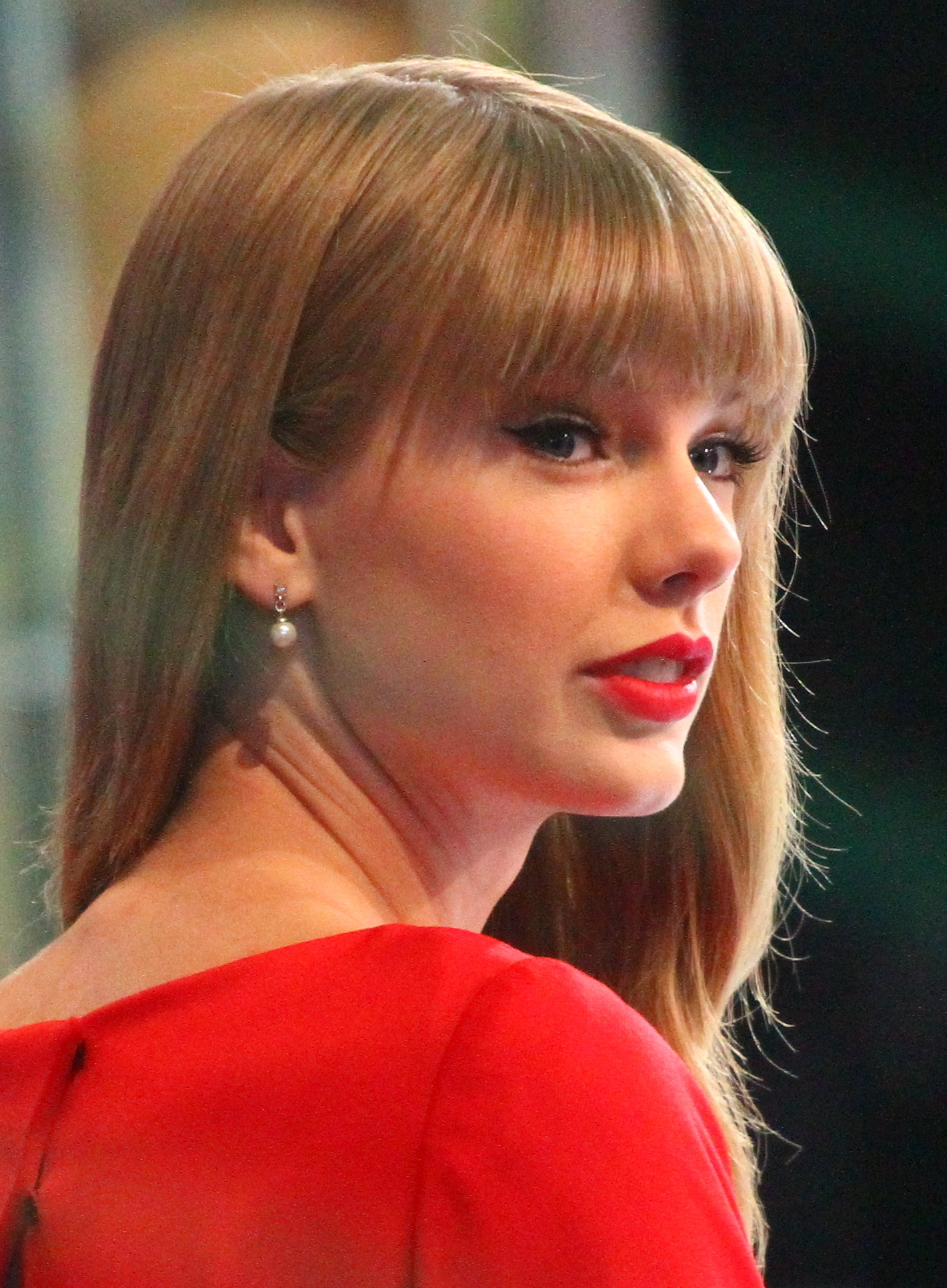
Swift trên phim trường Good Morning America trong tuần lễ phát hành Red vào tháng 10 năm 2012.

Trong khi tự thân đảm nhiệm sáng tác trong toàn bộ album Speak Now (2010), Swift lại tham gia hợp tác cùng nhiều nhà sản xuất khác nhau trong Red, trong đó có Max Martin, Ed Sheeran và Shellback. Trong một bài phỏng vấn cùng Rolling Stone vào tháng 8 năm 2012, Swift mô tả việc mình "có cơ hội được cộng tác với nhiều người mà tôi mến mộ trong làng nhạc. Album này bao gồm nhiều nhà đồng sáng tác và nhiều người sản xuất nhiều thứ khác nhau." Cô xác nhận việc đã sáng tác hơn 30 bài hát và bỏ ra thời gian hơn hai năm để hoàn thành quá trình thu âm, sáng tác và chuẩn bị cho album lần này, đồng thời chia sẻ "Những câu chuyện tình ngọt ngào nhưng cũng lắm chông gai trắc trở luôn gợi cho tôi rất nhiều suy nghĩ, sáng tác ca khúc về đề tài ấy thật sự thú vị, nhưng cũng lắm khi khiến bạn buồn lây. Tuy nhiên chắc chắn đề tài ấy là một nguồn cảm hứng bất tận."
Ban đầu, Swift thực hiện 20 bài hát cùng Nathan Chapman, cộng tác viên lâu năm cùng Swift ở 3 album phòng thu trước đây. Tuy nhiên, sau khi cảm thấy mình cần phải "bước ra khỏi vùng an toàn" ở sản phẩm lần này, cô quyết định tham gia hợp tác cùng nhiều nhà sản xuất khác. Trong lần phỏng vấn cùng MTV News, cô tiết lộ việc album này "rất thú vị vì mỗi bài hát đều có một chỗ đứng riêng của nó". Cô cho biết bài hát "Red" chính là bước ngoặt của album này, khiến cô phải tự hỏi những khả năng mà cô có thể thực hiện.
Vào ngày 7 tháng 8 năm 2012, Swift đăng tải một đoạn video lên tài khoản YouTube của mình và thông báo về một buổi webchat diễn ra vào ngày 13 tháng 8, nơi cô thông báo tựa đề, kết cấu và ngày phát hành album trước 72.500 khán giả. Swift phát hành "Begin Again", "Red" và "I Knew You Were Trouble" dưới dạng đĩa đơn kỹ thuật số vào mỗi thứ Hai hàng tuần trên hệ thống iTunes và chương trình Good Morning America, từ ngày 24 tháng 9 đến ngày 15 tháng 10. Các phiên bản thường và cao cấp của album được phát hành vào ngày 22 tháng 10 năm 2012 tại Ý, Hoa Kỳ, New Zealand và nhiều quốc gia khác. Một phiên bản karaoke của album cũng được phát hành vào ngày 5 tháng 2 năm 2013 trên iTunes Store, bao gồm các phiên bản nhạc khí từ tất cả bài hát của phiên bản thường.

## Sáng tác
Swift tham gia sáng tác cho tất cả các bài hát trong phiên bản thường lẫn cao cấp của Red, cùng nhiều tác giả khác như Dan Wilson, Max Martin, Shellback, Liz Rose, Jacknife Lee, Gary Lightbody, Ed Sheeran và Patrick Warren. Về nhạc lý, album chủ yếu bao gồm các thể loại nhạc đồng quê, pop rock và pop đồng quê, với mô tả từ Billboard cho rằng đây là "album pop trưởng thành đầu tiên" của Swift. Album bắt đầu bằng nhạc phẩm "State of Grace", một bài hát alternative rock với những tiếng trống và guitar dứt khoát, cùng những ảnh hưởng từ ban nhạc The Stone Roses, The Cure, U2, Florence + The Machine và The Cranberries. Theo Swift, lời bài hát kể về "lần đầu bạn phải lòng ai đó" với giai điệu khiến ta cảm thấy như "được yêu theo một cách sử thi". Bài hát cùng tên với album sở hữu "nhịp điệu aerobic làm nền tảng vững chắc cho chất giọng đăm chiêu của Swift, với phần sản xuất liên tưởng đến bài hát ăn khách 'Love Story'". Billy Dukes từ State of Country cho rằng "Red" là một trong những bài hát mang ca từ xuất sắc nhất trong album. Swift sáng tác "Treacherous" cùng với Dan Wilson và là bài hát đầu tiên trong album có chứa phần "nhạc cụ tổng hợp". Trong khi About.com cho rằng ca từ bài hát này kể về việc "đánh mất sự trinh trắng", Jessica Zaleski từ Taste of Country lại cho rằng bài hát gợi lên sự day dứt cùng một chuyện tình hoặc một người nào đó không tốt.
Bài hát Swift tâm đắc nhất trong album, "I Knew You Were Trouble" mang ảnh hưởng của dòng nhạc dubstep và pop, với sự góp mặt của Max Martin và Shellback trong vai trò đồng sáng tác và sản xuất. Phần ca từ bài hát kể về một chuyện tình từng chấm dứt, nơi mà nhân vật chính luôn nhận biết được đoạn cùng của mối quan hệ. "All Too Well" là sáng tác của Swift cùng Liz Rose, nói về lúc "Swift bay nhảy quanh bếp trong ánh sáng của chiếc tủ lạnh cùng những ký ức lãng mạn tưởng chừng đã chôn vùi theo thời gian", với chi tiết "chàng trai gửi trả lại mọi thứ, anh vẫn giữ lại chiếc khăn choàng cổ của cô" được so sánh với mối tình giữa Swift và Gyllenhaal. "22" là "bài hát nhạc pop vô tư nhất trong sự nghiệp của cô" khi đề cập về việc "quên đi những ràng buộc" và "trở nên trẻ trung, thư giãn và ăn mặc như hipster". Bản ballad "I Almost Do" được mô tả "đơn giản nhưng đầy cảm xúc", với ca từ thuật lại cảm giác "day dứt với người tình cũ sau một mối quan hệ". "We Are Never Ever Getting Back Together" mang giai điệu pop nổi bật và cho thấy "tính trưởng thành rõ rệt" của Swift.
"Stay Stay Stay" là một trong những bài hát mang đậm âm điệu đồng quê nhất trong album và được mô tả là "phiên bản ngốc nghếch hơn của 'Ours'". Do Swift cộng tác cùng Gary Lightbody và Jacknife Lee, "The Last Time" "gợi lên phiên bản không lời của 'Set the Fire to the Third Bar'". "Holy Ground" là một trong những bài hát được Swift tự thân sáng tác, với giai điệu đồng quê rock, kể về khoảnh khắc phấn khích trong một mối tình mà "mọi nơi ta dừng chân đều là thánh địa". Bài hát thứ 12 trong album, "Sad Beautiful Tragic" thể hiện sự "tươi sáng một cách u buồn, gợi nhớ đến cặp đôi Mazzy Star." Theo Swift, "Sad Beautiful Tragic" là bài hát rất gần gũi với cô, khi được cô sáng tác sau một buổi diễn và nghĩ rằng "chuyện tình này đã kết thúc nhiều tháng trước đây". "The Lucky One" ám chỉ đến "sự nguy hiểm nơi danh vọng Hollywood", được Swift lấy ý tưởng từ "huyền thoại dòng nhạc folk pop" Joni Mitchell. "Everything Has Changed" là bài hát được Swift song ca và đồng sáng tác cùng Ed Sheeran, lột tả việc "đang yêu và biết được ai đó bỗng dưng thay đổi cái nhìn của bạn về thế giới." "Starlight" mang giai điệu disco sôi động với phần lời nhạc kể về thời điểm mà Swift cùng bạn trai mới chỉ 17 tuổi, nơi "cô gái trong bài hát nhảy suốt đêm cùng bạn trai của mình." Phiên bản thường của album được kết thúc bằng bài hát thứ 16, "Begin Again", kể về việc "tìm được hy vọng ở đoạn cùng của sự hỗn loạn." Phiên bản cao cấp của album có chứa thêm 3 bài hát mới, "Come Back... Be Here", "Girl At Home" và "The Moment I Knew"; hai bản thu thử cho bài hát "Treacherous" và "Red"; và 1 một phiên bản phối lại của "State of Grace".

## Quảng bá

### Lưu diễn

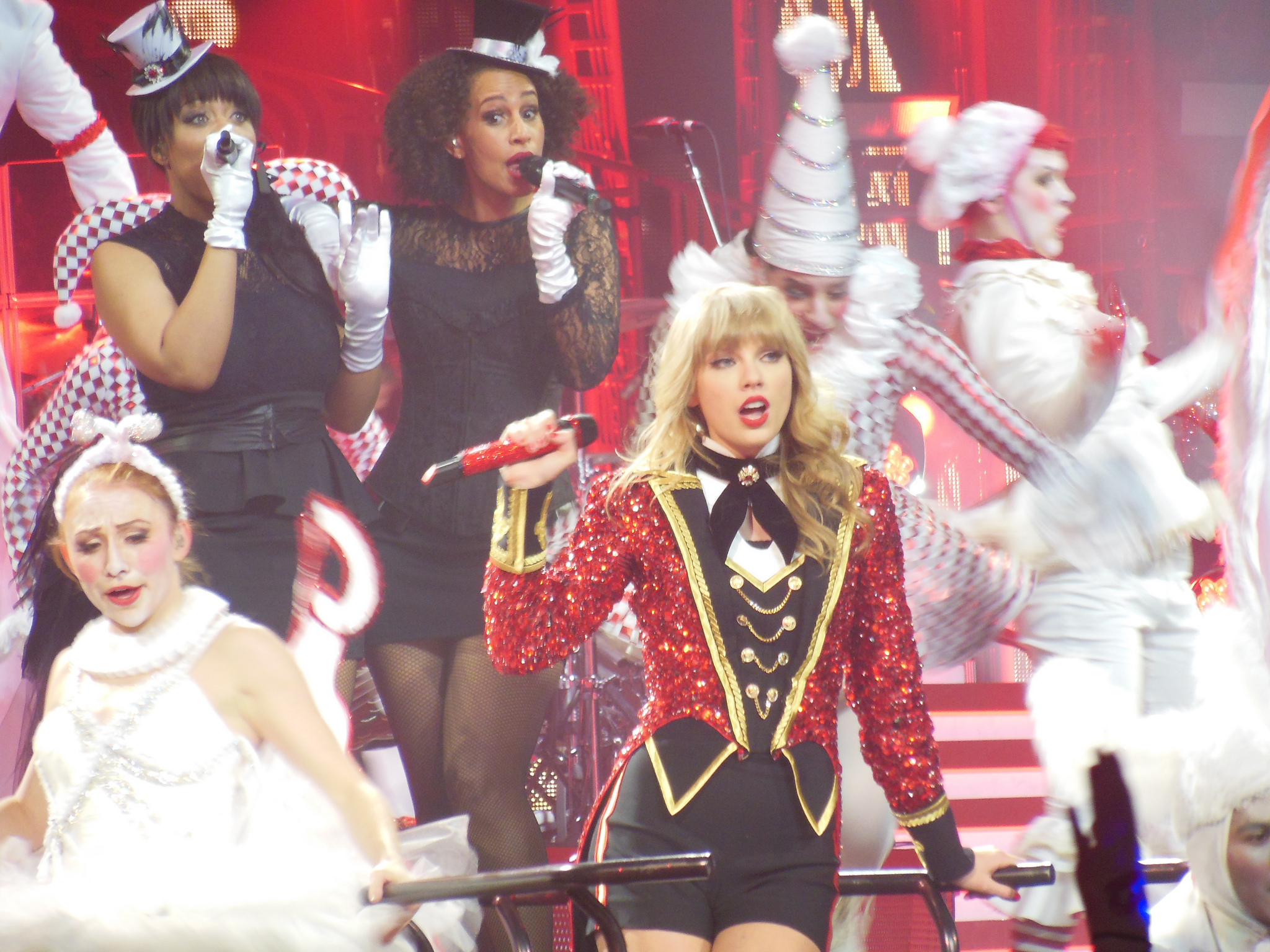
Swift biểu diễn trong chuyến lưu diễn Red Tour vào năm 2013.

Vào ngày 25 tháng 10 năm 2012, Swift công bố thực hiện chuyến lưu diễn quảng bá The Red Tour trên trang mạng chính thức của mình, chia sẻ rằng đây là chuyến lưu diễn mang tính "trưởng thành hơn" trước đây nhờ vào các hiệu ứng hình ảnh mà cô áp dụng. Chuyến lưu diễn kéo dài 15 tháng, bắt đầu từ ngày 13 tháng 3 năm 2013 tại Omaha, Nebraska và kết thúc vào ngày 12 tháng 6 năm 2014 tại Singapore, với tổng cộng 86 đêm diễn tại 12 quốc gia. Trong ngày bán vé đầu tiên vào 16 tháng 11 năm 2012, tình trạng cháy vé diễn ra tại nhiều sân vận động và đấu trường Hoa Kỳ chỉ trong vòng vài phút. Vì lượng yêu cầu cao, 4 đêm diễn nữa được tổ chức tại Toronto, Foxborough và Los Angeles lần lượt trong tháng 6, 7 và 8.
Trong một cuộc khảo sát vào giữa năm 2013, đọc giả của Billboard bình chọn Red Tour là "Chuyến lưu diễn xuất sắc nhất của năm", cùng Diamonds World Tour của Rihanna và Because We Can Tour của Bon Jovi. Với ghi nhận tổng doanh thu đạt 150 triệu đô-la Mỹ từ 1.702.933 vé, đây là chuyến lưu diễn thành công nhất của một nghệ sĩ đơn ca nhạc đồng quê, phá vỡ kỷ lục 141 triệu đô-la Mỹ của Soul2Soul do Tim McGraw và Faith Hill khởi xướng vào năm 2006. Đây cũng là chuyến lưu diễn thành công nhất năm 2013 tại khu vực Bắc Mỹ và đứng ở vị trí thứ 8 trên toàn cầu với lượng doanh thu đạt 112.7 triệu đô-la Mỹ. The Red Tour nhận được một đề cử tại Teen Choice Awards 2013 trong hạng mục "Chuyến lưu diễn mùa hè xuất sắc nhất", nhưng lại chào thua trước Take Me Home Tour của One Direction.

### Đĩa đơn
Vào ngày 13 tháng 8 năm 2012, Swift trình làng đĩa đơn đầu tiên từ buổi webchat cùng người hâm mộ, "We Are Never Ever Getting Back Together". Đĩa đơn đạt 623.000 bản kỹ thuật số trong tuần đầu phát hành tại Hoa Kỳ, xếp thứ ba trong những đĩa đơn bán chạy nhất trong tuần lễ ra mắt và từng là đĩa đơn kỹ thuật số có mở đầu thành công nhất bởi một nữ nghệ sĩ. Đây là bài hát đầu tiên của Swift đoạt ngôi quán quân Billboard Hot 100 và là bài hát thứ 11 của cô đạt đến top 10, phá vỡ kỷ lục có nhiều bài hát đạt top 10 nhất của một nghệ sĩ nhạc đồng quê mà Kenny Rogers từng nắm giữ. Bài hát còn đạt ngôi quán quân tại Canada và New Zealand, trong khi vươn đến top 10 tại Úc, Ireland và Na Uy. Tính đến tháng 11 năm 2014, bài hát đã đạt ngưỡng 3.9 triệu bản tại Hoa Kỳ. "Begin Again" được chọn ra mắt dưới dạng đĩa đơn chính thức vào ngày 1 tháng 10 năm 2012, dẫn đầu Billboard Hot Digital Songs với 299.000 bản trong tuần đầu phát hành, trở thành nhà quán quân thứ năm của Swift tại đó. Sau cùng, bài hát đạt đến vị trí thứ 7 trên Billboard Hot 100 vào ngày 4 tháng 10 năm 2012, được chứng nhận Bạch kim bởi RIAA. Bài hát đồng thời đạt đến vị trí thứ 4, 11 và 20 lần lượt tại Canada, New Zealand và Úc.
"I Knew You Were Trouble" được phát hành dưới dạng đĩa đơn chính thức thứ 3 từ Red, mở đầu tại vị trí thứ 3 tại Billboard Hot 100 và ngôi đầu bảng Hot Digital Songs với 416.000 bản trong tuần đầu phát hành, trở thành bài hát thứ 14 của Swift đạt đến top 10, là bài hát thứ 11 của cô mở đầu trong khuôn khổ top 10 và là bài hát thứ hai của cô dẫn đầu Digital Songs. Bài hát sau đó đạt đến vị trí Á quân Hot 100 với 582.000 bản được tiêu thụ, trở thành đĩa đơn có lượng doanh số trong một tuần cao thứ năm mọi thời đại. Bài hát đạt chứng nhận Bạch kim lần thứ 5 bởi RIAA vào tháng 12 năm 2013 Bài hát còn đạt ngôi vị Á quân tại Canada và Anh Quốc, đứng tại vị trí thứ 3 tại New Zealand và Úc, trong khi nằm ở top 10 tại Bỉ, Đan Mạch và Ireland.
Big Machine Records tiếp tục cho phát hành "22" làm đĩa đơn thứ 4 trích từ Red vào ngày 12 tháng 3 năm 2013, đạt đến vị trí thứ 44 trên Billboard Hot 100 và vị trí thứ 7 trên Hot Digital Songs với doanh số đạt 108.000 bản trong tuần lễ phát hành album. Từ khi được chọn phát hành làm đĩa đơn, bài hát này đạt đến vị trí thứ 20 tại Hot 100 và vị trí thứ 9 trên UK Singles Chart. Tính đến tháng 11 năm 2014, bài hát đã tiêu thụ 2 triệu bản tại Hoa Kỳ. "Red" được chọn ra mắt dưới dạng đĩa đơn thứ 4 trích từ album, đạt đến vị trí thứ 6 tại Hoa Kỳ, với doanh số đạt ngưỡng 1.4 triệu bản. "Everything Has Changed" là đĩa đơn thứ năm vào ngày 16 tháng 4 năm 2013. Tại Hoa Kỳ, "Everything Has Changed" giữ ngôi vị thứ 32 trên Billboard Hot 100; vị trí thứ 11 trên Adult Contemporary và thứ 14 trên Mainstream Top 40. Trên Canadian Hot 100, đĩa đơn đạt đến vị trí thứ 28. Bài hát đến nay đã được chứng nhận Vàng bởi Hiệp hội Công nghiệp ghi âm New Zealand, Bạch kim bởi Hiệp hội Công nghiệp ghi âm Hoa Kỳ, và 2 lần Bạch kim bởi Hiệp hội Công nghiệp ghi âm Úc. "The Last Time" là đĩa đơn cuối cùng được chọn ra mắt từ Red vào ngày 4 tháng 11 năm 2013.

## Đánh giá chuyên môn
| Đánh giá chuyên môn  | Đánh giá chuyên môn |
| Điểm trung bình      | Điểm trung bình     |
| Nguồn                | Đánh giá            |
| -------------------- | ------------------- |
| Metacritic           | 77/100              |
| Nguồn đánh giá       |                     |
| Nguồn                | Đánh giá            |
| AllMusic             | [ 1 ]               |
| The A.V. Club        | B+                  |
| Billboard            | 86/100              |
| Entertainment Weekly | B+                  |
| The Guardian         | [ 70 ]              |
| Los Angeles Times    | [ 71 ]              |
| Robert Christgau     | A−                  |
| Rolling Stone        | [ 73 ]              |
| Spin                 | 8/10                |

Red nhận được nhiều phản hồi tích cực từ phía các nhà phê bình âm nhạc. Trên Metacritic, một trang mạng tổng hợp điểm đánh giá trung bình của các nhà phê bình với thang điểm 100, album nhận được 77 điểm, dựa trên 23 bài đánh giá. Melissa Maerz từ Entertainment Weekly cho album này điểm B+ và cho rằng Red tìm được hình ảnh của cô "khi hát về lúc tiến thẳng đến vũng cát lún hỗn tạp, trong lúc đang tán tỉnh những gã tồi mà Kanye West có thể cùng nâng rượu mừng" và kết thúc bài nhận xét bằng việc nhận định album này có thể nói về việc "ve vãn với sự nguy hiểm". The Guardian cũng cho một đánh giá tích cực, khi phong tặng album 4/5 sao và cho rằng "Red dường như được lấy cảm hứng từ những trải nghiệm và tiết tấu nhanh về tình yêu của cô, về những chuyến phiêu lưu điên rồ, cách mà cô bỏ ra thời gian để chào đón một đoàn duyệt binh của những người tình tốt và xấu, chỉ có Chúa mới biết được." Jon Dolan từ Rolling Stone tìm thấy một vài ảnh hưởng trong album này từ Joni Mitchell và U2, đồng thời phong tặng album 3.5/5 sao và cho rằng "dự án tự khám phá bản thân của cô ấy là một trong những câu chuyện xuất sắc nhất trong làng nhạc pop." Billboard tiếp tục cho một đánh giá tích cực khác, khi gọi đây là "album hấp dẫn nhất của cô ấy cho đến nay" và khen ngợi "phần hook vĩ đại và lực lưỡng giúp cô chuyển từ gốc nhạc đồng quê sang một bản thu âm đa dạng thể loại, đạt đến tầm cao chưa từng thấy kể từ Up! của Shania Twain."
Stephen Thomas Erlewine từ Allmusic cảm thấy Red "sử dụng sự nữ tính của Swift làm cốt yếu và cho phép cô thử nghiệm những xu thế mới nhất trong khi vẫn nghe hệt như chính cô ấy." Robert Christgau đề cao album này khi anh yêu thích những bài hát vui tươi trong album và khen ngợi "Begin Again" và "Stay Stay Stay" cho sự hạnh phúc và bắt tai của nó. Michael Gallucci từ The A.V. Club cho rằng "Về mặt ca từ, đây vẫn là con đường cũ mà Swift từng rảo bước từ thuở đầu vào năm 2006, chỉ có đôi chút sâu sắc và tối màu hơn mà thôi. Nhưng về mặt nhạc lý, đây là động thái lớn và táo bạo hơn bất cứ điều gì mà cô từng thực hiện ở dòng nhạc pop", dù vậy vẫn cho rằng album "phức tạp và đôi lúc khó hiểu". Los Angeles Times đề cao album này khi nhận định "sự linh hoạt chính là tính đặc thù nổi bật nhất của album này". Slant Magazine lại cho một nhận xét khắt khe hơn, khi cho rằng "Nếu Red quá thất thường để trở thành một album pop xuất sắc, thì chính những điểm nhấn của nó lại giúp đây là sản phẩm xuất sắc nhất trong sự nghiệp Swift, người mà giờ đây nghe hệt như một ngôi sao nhạc pop được định sẵn từ trước đây rất lâu."

### Giải thưởng
Red góp mặt tại vị trí thứ hai trong bảng tổng sắp của Idolator và The New York Times, cho rằng "[Swift] trở nên rực rỡ trong những khoảnh khắc bất ngờ nhất của album này, album thứ tư và cũng là album đầu tiên mà cô không còn giả vờ thành bất cứ ai ngoài một ngôi sao nhạc pop." MTV xếp Red ở vị trí thứ 3, khi khẳng định rằng "Swift đang có những bước to lớn để trở thành một nghệ sĩ thật sự". Rolling Stone xếp album tại vị trí thứ 31 trong danh sách của họ, khi cho rằng album này "sâu sắc và đề bật lên khả năng trời phú của Swift trong việc dẫn dắt và những đoạn hook không thể chối bỏ được". Album còn xuất hiện trong danh sách 10 album xuất sắc nhất năm 2012 của Billboard, vị trí thứ 10 tại HitFix và Newsday xếp album ở vị trí thứ 6.
Vào năm 2013, album nhận được hai đề cử dành cho "Album của năm" tại giải thưởng Academy Of Country Music Awards. Tại lễ trao giải Juno, cô nhận được đề cử cho "Album quốc tế của năm", nhưng lại chào thua trước Babel của ban nhạc Mumford & Sons. Tại Billboard Music Awards năm 2013, cô thắng đậm khi mang về 8 giải, trong đó có 2 giải "Album xuất sắc nhất Billboard 200" và "Album đồng quê xuất sắc nhất" cho Red. Cô tiếp tục giành giải "Album Đồng quê được yêu thích nhất" tại Giải thưởng Âm nhạc Mỹ lần thứ 5 liên tiếp trong sự nghiệp, nhưng lại tuột mất giải "Album Pop/Rock được yêu thích nhất" về tay Take Me Home của One Direction. Tại giải Grammy lần thứ 56 tổ chức tại Staples Center, Los Angeles vào ngày 26 tháng 1 năm 2014, Red được đề cử cho "Album của năm" và "Album nhạc đồng quê xuất sắc nhất", trong khi "We Are Never Ever Getting Back Together" giành được đề cử cho "Thu âm của năm" và "Begin Again" cho "Bài hát nhạc đồng quê xuất sắc nhất".

## Diễn biến thương mại

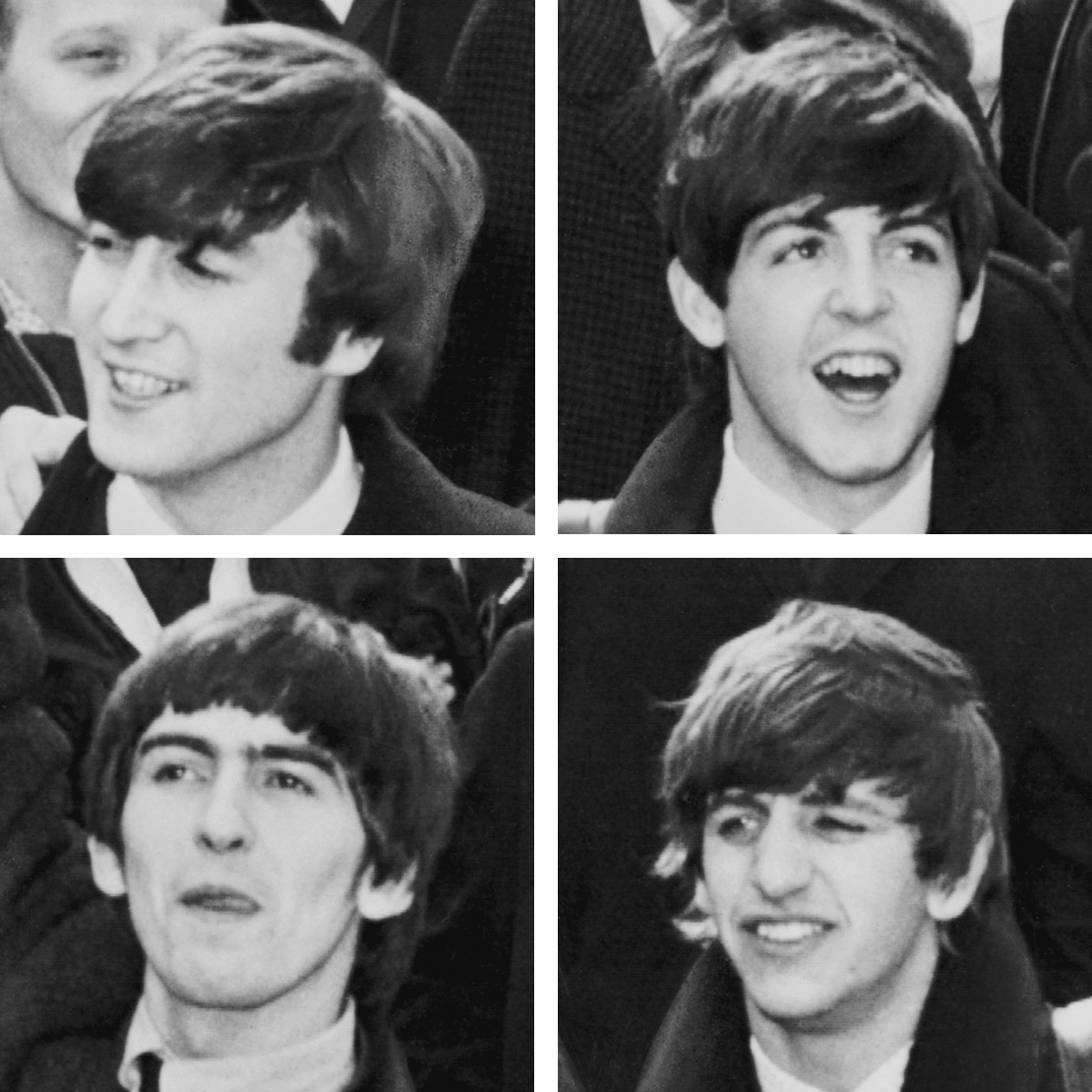
Với Red, Swift trở thành nghệ sĩ đầu tiên có 3 album liên tiếp đạt 6 tuần dẫn đầu Billboard 200, kể từ khi The Beatles đạt được thành tích này vào 43 năm trước.

Trong ngày đầu tiên phát hành tại Hoa Kỳ, album đạt hơn 500.000 bản, bao gồm 160.000 đĩa phiên bản cao cấp bán ra tại Target. Với 1.21 triệu bản (bao gồm 465.000 bản kỹ thuật số) chỉ trong tuần phát hành, Red trở thành album bán chạy nhất trong hơn 1 thập kỷ, là album thứ 18 trong lịch sử có cú mở đầu đạt ngưỡng 1 triệu bản, giúp Swift có album phòng thu thứ 3 đạt ngôi quán quân Billboard 200 và là một trong những album có mở đầu thành công nhất bởi một nữ nghệ sĩ. Red có tuần lễ doanh số lớn nhất trong năm 2012, và xếp bằng tổng doanh số của 52 album đứng đầu Billboard 200 trong tuần lễ đó. Đây cũng là album nhạc đồng quê có doanh số trong 1 tuần lễ cao nhất trong lịch sử, vượt mặt Double Live (1998) của Garth Brooks với 1.085 triệu bản. Trong tuần lễ thứ hai trên Billboard 200, album tiếp tục giữ vững ngôi quán quân tại Hoa Kỳ, với 344.000 bản (giảm 72%). Tuần kế tiếp, Red vẫn đứng tại ngôi đầu bảng với 196.000 bản (giảm 43%), nâng tổng doanh số lên 1.749 bản và trở thành album bán chạy thứ 3 trong năm 2012, chỉ đứng sau 21 của Adele và Up All Night của One Direction. Trong tuần lễ thứ 4, album bị truất ngôi bởi Take Me Home của One Direction. 3 tuần sau, Red quay lại ngôi đầu bảng với 167.000 bản, giúp Swift sánh ngang cùng Jay-Z và Whitney Houston cho nghệ sĩ có nhiều tuần lễ đứng đầu Billboard 200 nhất kể từ khi Nielsen SoundScan bắt đầu thống kê vào năm 1991.
Swift tiếp tục giữ ngôi đầu Billboard 200 trong hai tuần kế tiếp, giúp Swift trở thành nghệ sĩ đầu tiên có 3 album liên tiếp đạt 6 tuần dẫn đầu Billboard 200, kể từ khi The Beatles đạt được thành tích này vào năm 1969. Đồng thời, đây cũng là lần thứ 3 Swift có album đạt ngôi đầu bảng trong tuần lễ trước dịp Giáng Sinh, thời điểm cạnh tranh nhất trong năm. Red chính thức chấm dứt 11 tuần không liên tiếp ở ngôi quán quân vào tuần lễ ngày 30 tháng 12 năm 2012, với doanh thu 241.000 bản (giảm 12%). Thành tích này nâng tổng số tuần giữ ngôi đầu bảng Billboard 200 trong sự nghiệp của Swift lên con số 24, san bằng với Adele cho nữ nghệ sĩ có nhiều tuần đạt ngôi quán quân nhất kể từ khi SoundScan bắt đầu thống kê Billboard 200 vào tháng 5 năm 1991. Red là album bán chạy thứ hai trong năm 2012, cho dù chỉ mới được phát hành trong vòng 2 tháng cuối năm, với doanh số đạt 3.11 triệu bản, đánh dấu lần thứ 4 mà Swift có mặt trong top 3 album bán chạy nhất năm. Tính đến tháng 7 năm 2014, album đã đạt ngưỡng 4.045.000 bản tại Hoa Kỳ.
Tại Canada, Red giúp Swift có album thứ 3 đạt ngôi quán quân, với 93.000 bản được tiêu thụ trong tuần đầu và dễ dàng đạt chứng nhận Bạch kim tại đó. Với doanh số kỷ lục trên, Red là album có tuần lễ doanh số cao nhất tại Canada kể từ khi Christmas của Michael Bublé đạt 107.000 bản trong mùa Giáng Sinh một năm trước và là album có doanh thu mở màn thành công nhất kể từ 2008. Cho đến nay, Red đã 4 lần được chứng nhận Bạch kim bởi Music Canada. Tại Anh Quốc, Red giúp Swift có album đầu tiên đạt ngôi quán quân, với doanh số đạt 61.000 bản trong tuần đầu phát hành. Tại Úc, album đạt ngôi quán quân trong tuần lễ đầu tiên với 29.369 bản được tiêu thụ và tiếp tục đứng tại đó trong suốt 3 tuần liên tiếp. Album hiện đã 4 lần đạt chứng nhận Bạch kim bởi ARIA, tương đương với doanh số 280.000 bản. Tại New Zealand, đây là album thứ ba của Swift đạt ngôi quán quân và hiện đã được chứng nhận Bạch kim hai lần bởi RIANZ. Album còn đạt ngôi quán quân tại Scotland và Ireland, nơi Red kịp đạt 15.000 bản và giữ chứng nhận Bạch kim bởi Irish Recorded Music Association vào thời điểm cuối năm 2012. Tại Nhật Bản, album bán ra 32.073 bản trong tuần đầu, đạt chứng nhận Vàng với 106.072 bản, trước khi đạt tổng doanh số 140.885 bản trong tuần lễ xếp hạng thứ 11. Tại Nam Phi, album đạt đến vị trí thứ 4 trên MediaGuide.
Trên toàn thế giới, Red đạt ngưỡng 1.459 triệu bản trong tuần đầu tiên phát hành, bao gồm 560.545 bản trên Cửa hàng iTunes, trở thành album có tuần lễ doanh số kỹ thuật số mở đầu cao nhất trong lịch sử. Sau đó, The 20/20 Experience của Justin Timberlake phá vỡ kỷ lục này với 580.000 bản trong tuần đầu phát hành vào năm 2013. Tính đến tháng 5 năm 2013, album đã vượt ngưỡng 6 triệu bản trên toàn cầu.

## Danh sách bài hát
| Red — Phiên bản thường | Red — Phiên bản thường                                      | Red — Phiên bản thường       | Red — Phiên bản thường  | Red — Phiên bản thường |
| STT                    | Nhan đề                                                     | Sáng tác                     | Sản xuất                | Thời lượng             |
| ---------------------- | ----------------------------------------------------------- | ---------------------------- | ----------------------- | ---------------------- |
| 1.                     | "State of Grace"                                            | Taylor Swift                 | Nathan Chapman Swift    | 4:55                   |
| 2.                     | "Red"                                                       | Swift                        | Dann Huff Chapman Swift | 3:43                   |
| 3.                     | "Treacherous"                                               | Swift Dan Wilson             | Wilson                  | 4:02                   |
| 4.                     | "I Knew You Were Trouble"                                   | Swift Max Martin Shellback   | Martin Shellback        | 3:39                   |
| 5.                     | "All Too Well"                                              | Swift Liz Rose               | Chapman Swift           | 5:29                   |
| 6.                     | "22"                                                        | Swift Martin Shellback       | Martin Shellback        | 3:52                   |
| 7.                     | "I Almost Do"                                               | Swift                        | Chapman Swift           | 4:04                   |
| 8.                     | "We Are Never Ever Getting Back Together"                   | Swift Martin Shellback       | Martin Shellback        | 3:11                   |
| 9.                     | "Stay Stay Stay"                                            | Swift                        | Chapman Swift           | 3:25                   |
| 10.                    | "The Last Time" (hợp tác với Gary Lightbody từ Snow Patrol) | Swift Lightbody Jacknife Lee | Lee                     | 4:59                   |
| 11.                    | "Holy Ground"                                               | Swift                        | Jeff Bhasker            | 3:22                   |
| 12.                    | "Sad Beautiful Tragic"                                      | Swift                        | Chapman Swift           | 4:44                   |
| 13.                    | "The Lucky One"                                             | Swift                        | Jeff Bhasker            | 4:00                   |
| 14.                    | "Everything Has Changed" (hợp tác với Ed Sheeran)           | Swift Sheeran                | Butch Walker            | 4:05                   |
| 15.                    | "Starlight"                                                 | Swift                        | Huff Chapman Swift      | 3:40                   |
| 16.                    | "Begin Again"                                               | Swift                        | Huff Chapman Swift      | 3:57                   |
| Tổng thời lượng:       | Tổng thời lượng:                                            | Tổng thời lượng:             | Tổng thời lượng:        | 65:09                  |

| Red — Phiên bản cao cấp (đĩa 2) | Red — Phiên bản cao cấp (đĩa 2)  | Red — Phiên bản cao cấp (đĩa 2) | Red — Phiên bản cao cấp (đĩa 2) | Red — Phiên bản cao cấp (đĩa 2) |
| STT                             | Nhan đề                          | Sáng tác                        | Sản xuất                        | Thời lượng                      |
| ------------------------------- | -------------------------------- | ------------------------------- | ------------------------------- | ------------------------------- |
| 1.                              | "The Moment I Knew"              | Swift                           | Chapman Swift                   | 4:46                            |
| 2.                              | "Come Back... Be Here"           | Swift Wilson                    | Dan Wilson                      | 3:43                            |
| 3.                              | "Girl at Home"                   | Swift                           | Chapman Swift                   | 3:40                            |
| 4.                              | "Treacherous" (bản thu thử gốc)  | Swift Wilson                    | Dan Wilson                      | 4:00                            |
| 5.                              | "Red" (bản thu thử gốc)          | Swift                           | Chapman Swift                   | 3:47                            |
| 6.                              | "State of Grace" (phiên bản mộc) | Swift                           | Chapman Swift                   | 5:23                            |
| Tổng thời lượng:                | Tổng thời lượng:                 | Tổng thời lượng:                | Tổng thời lượng:                | 25:16                           |

| Red — Phiên bản có hạn tại Pháp (DVD) - Trực tiếp tại Seine | Red — Phiên bản có hạn tại Pháp (DVD) - Trực tiếp tại Seine | Red — Phiên bản có hạn tại Pháp (DVD) - Trực tiếp tại Seine | Red — Phiên bản có hạn tại Pháp (DVD) - Trực tiếp tại Seine |
| STT                                                         | Nhan đề                                                     | Sáng tác                                                    | Thời lượng                                                  |
| ----------------------------------------------------------- | ----------------------------------------------------------- | ----------------------------------------------------------- | ----------------------------------------------------------- |
| 1.                                                          | "Red"                                                       | Swift                                                       |                                                             |
| 2.                                                          | "You Belong with Me"                                        | Swift Rose                                                  |                                                             |
| 3.                                                          | "22"                                                        | Swift Martin Shellback                                      |                                                             |
| 4.                                                          | "I Knew You Were Trouble"                                   | Swift Martin Shellback                                      |                                                             |
| 5.                                                          | "Love Story"                                                | Swift                                                       |                                                             |
| 6.                                                          | "We Are Never Ever Getting Back Together"                   | Swift Martin Shellback                                      |                                                             |

## Những người thực hiện
Đội ngũ tham gia sản xuất Red dựa trên phần bìa ghi chú.
| - Peggy Baldwin: cello. - Brett Banducci: viola. - Sarah Barlow: nhiếp ảnh. - Sam Bell: kỹ sư. - Leann Bennett: điều phối sản xuất. - Jeff Bhasker: bass, keyboard, dương cầm, lập trình và hỗ trợ giọng hát. - Matt Bishop: biên tập và kỹ sư. - Drew Bollman: trợ lý. - J. Bonilla: trống, bộ gõ và lập trình. - Scott Borchetta: giám đốc sản xuất. - Delbert Bowers: trợ lý. - Nick Buda: hỗ trợ. - Tom Bukovac: guitar điện. - Jason Campbell: điều phối sản xuất. - Chad Carlson: kỹ sư. - Nathan Chapman: bass, trống, kỹ sư, guitar thùng và keyboard điện tử, mandolin, bộ gõ, dương cầm, nhà sản xuất, bộ tổng hợp và hỗ trợ giọng hát. - Daphne Chen: violin. - Lauren Chipman: viola. - Tom Coyne: chủ nhiệm. - Eric Darken: bộ gõ. - Marcia Dickstein: đàn hạc. - Richard Dodd: cello. - Leland Elliott: trợ lý. - Caitlin Evanson: hỗ trợ giọng hát. - Eric Eylands: trợ lý. - Paul Franklin: guitar thép. - Greg Fuess: trợ lý. - Chris Galland: trợ lý. - Serban Ghenea: phối khí. - Eric Gorfain: chỉ huy dàn nhạc và vĩ cầm. - Matty Green: trợ lý. - Mike "Frog" Griffith: điều phối sản xuất. - Austin Hale: thiết kế. - John Hanes: kỹ sư phối khí. - Sam Holland: kỹ sư. - Dann Huff: đàn bouzouki, guitar điện, bộ dây và nhà sản xuất. - David Huff: phiên bản kỹ thuật số. - Michael Ilbert: kỹ sư. - Tyler Johnson: kỹ sư guitar và hỗ trợ giọng hát. - Charlie Judge: phong cầm, Hammond B3, dương cầm, bộ dây và bộ tổng hợp. - Gina Kronstadt: vĩ cầm. - John Krovoza: cello. - Marisa Kuney: vĩ cầm. - Jacknife Lee: bass, nhà soạn nhạc, kỹ sư, guitar, keyboard, nhà sản xuất và lập trình. | - Gary Lightbody: nhà soạn nhạc, nghệ sĩ khách mời và hỗ trợ giọng hát - Steve Marcantonio: kỹ sư. - Manny Marroquin: phối khí. - Max Martin: nhà soạn nhạc, keyboard và nhà sản xuất. - Seth Morton: trợ lý. - Anders Mouridsen: guitar. - Jamie Muhoberac: dương cầm. - Jemma Muradian: tạo mẫu tóc. - Bethany Newman: chỉ đạo nghệ thuật. - Josh Newman: chỉ đạo nghệ thuật. - Justin Niebank: phối khí. - Neli Nikolaeva: vĩ cầm. - Chris Owens: trợ lý. - Owen Pallett: chỉ đạo và trợ lý dàn nhạc. - Radu Pieptea: vĩ cầm. - Simeon Pillich: bass. - Wes Precourt: vĩ cầm. - John Rausch: kỹ sư. - Matt Rausch: kỹ sư. - Bill Rieflin: trợ lý. - Tim Roberts: trợ lý. - Eric Robinson: kỹ sư. - Liz Rose: người viết bài hát. - Pawel Sek: kỹ sư. - Ed Sheeran: người viết bài hát và nghệ sĩ khách mời. - Shellback: bass, nhà soạn nhạc, guitar thùng, guitar điện, keyboard, nhà sản xuất và lập trình. - Jake Sinclair: bass, kỹ sư và hỗ trợ giọng hát. - Jimmie Sloas: bass. - Mark "Spike" Stent: phối khí. - Aaron Sterling: trợ lý. - Taylor Swift: nhà soạn nhạc, chỉ đạo sáng tạo, guitar thùng, hát chính, nhà sản xuất và hỗ trợ giọng hát. - Jeff Takiguchi: bass. - Andy Thompson: kỹ sư, guitar và piano điện tử. - JoAnn Tominaga: điều phối sản xuất. - Ilya Toshinskiy: mandolin. - Lorrie Turk: trang điểm. - Butch Walker: trống, guitar, keyboard, bộ gõ, nhà sản xuất và hỗ trợ giọng hát. - Patrick Warren: nhà soạn nhạc và cải biên bộ dây. - Amy Wickman: vĩ cầm. - Hank Williams: chủ nhiệm. - Brian David Willis: kỹ sư. - Dan Wilson: bass, nhà soạn nhạc, guitar điện, vĩ cầm, nhà sản xuất và hỗ trợ giọng hát. - Rodney Wirtz: viola. - Jonathan Yudkin: vĩ cầm. |

## Bảng xếp hạng
| Bảng xếp hạng (2012–2013)                | Vị trí cao nhất |
| ---------------------------------------- | --------------- |
| Album Úc (ARIA)                          | 1               |
| Album Úc Country (ARIA)                  | 1               |
| Album Áo (Ö3 Austria)                    | 3               |
| Album Bỉ (Ultratop Vlaanderen)           | 2               |
| Album Bỉ (Ultratop Wallonie)             | 25              |
| Album Canada (Billboard)                 | 1               |
| Album Trung Quốc (Sino Chart)            | 1               |
| Album Croatia (HDU)                      | 27              |
| Album Đan Mạch (Hitlisten)               | 3               |
| Album Hà Lan (Album Top 100)             | 7               |
| Album Phần Lan (Suomen virallinen lista) | 49              |
| Album Pháp (SNEP)                        | 30              |
| Album Đức (Offizielle Top 100)           | 5               |
| Album Ireland (IRMA)                     | 1               |
| Album Ý (FIMI)                           | 3               |
| Album Nhật Bản (Oricon)                  | 3               |
| Album México (Top 100 Mexico)            | 4               |
| Album New Zealand (RMNZ)                 | 1               |
| Album Na Uy (VG-lista)                   | 2               |
| Album Bồ Đào Nha (AFP)                   | 8               |
| Album Scotland (OCC)                     | 1               |
| Album Nam Phi (RISA)                     | 4               |
| Album Hàn Quốc (Gaon)                    | 12              |
| Album Hàn Quốc International (Gaon)      | 1               |
| Album Tây Ban Nha (PROMUSICAE)           | 4               |
| Album Thụy Điển (Sverigetopplistan)      | 8               |
| Album Thụy Sĩ (Schweizer Hitparade)      | 9               |
| Album Anh Quốc (OCC)                     | 1               |
| Album Hoa Kỳ Billboard 200               | 1               |
| Album Hoa Kỳ Top Country (Billboard)     | 1               |

| Bảng xếp hạng (2019–2023)            | Vị trí cao nhất |
| ------------------------------------ | --------------- |
| Album Áo (Ö3 Austria)                | 4               |
| Album Croatia International (HDU)    | 4               |
| Album Đức (Offizielle Top 100)       | 8               |
| Album Hy Lạp (IFPI)                  | 2               |
| Album Thụy Sĩ (Schweizer Hitparade)  | 7               |
| Album Hoa Kỳ Independent (Billboard) | 3               |

| Bảng xếp hạng (2012)                 | Vị trí |
| ------------------------------------ | ------ |
| Album Úc (ARIA)                      | 7      |
| Album Canada (Billboard)             | 10     |
| Album Đan Mạch (Hitlisten)           | 84     |
| Album Nhật Bản (Oricon)              | 64     |
| Album Mexico (AMPROFON)              | 56     |
| Album New Zealand (RMNZ)             | 6      |
| Album Hàn Quốc International (Gaon)  | 36     |
| Album Anh (OCC)                      | 42     |
| Hoa Kỳ Billboard 200                 | 4      |
| Album Hoa Kỳ Top Country (Billboard) | 1      |

| Bảng xếp hạng (2013)                 | Vị trí |
| ------------------------------------ | ------ |
| Album Úc (ARIA)                      | 24     |
| Album Bỉ (Ultratop Flanders)         | 140    |
| Album Canada (Billboard)             | 8      |
| Album Nhật Bản (Oricon)              | 38     |
| Album Pháp (SNEP)                    | 194    |
| Album New Zealand (RMNZ)             | 17     |
| Album Hàn Quốc International (Gaon)  | 98     |
| Album Anh Quốc (OCC)                 | 27     |
| Hoa Kỳ Billboard 200                 | 2      |
| Album Hoa Kỳ Top Country (Billboard) | 1      |

| Bảng xếp hạng (2014)                 | Vị trí |
| ------------------------------------ | ------ |
| Album Úc (ARIA)                      | 96     |
| Album Trung Quốc (Sino Chart)        | 18     |
| Album Hàn Quốc International (Gaon)  | 86     |
| Hoa Kỳ Billboard 200                 | 106    |
| Album Hoa Kỳ Top Country (Billboard) | 24     |

| Bảng xếp hạng (2015)             | Vị trí |
| -------------------------------- | ------ |
| Album Nhật Bản (Billboard Japan) | 94     |
| Hoa Kỳ Billboard 200             | 111    |

| Bảng xếp hạng (2017)                 | Vị trí |
| ------------------------------------ | ------ |
| Album Hoa Kỳ Top Country (Billboard) | 48     |

| Bảng xếp hạng (2018)                 | Vị trí |
| ------------------------------------ | ------ |
| Album Hoa Kỳ Top Country (Billboard) | 28     |

| Bảng xếp hạng (2019)                 | Vị trí |
| ------------------------------------ | ------ |
| Album Hoa Kỳ Top Country (Billboard) | 25     |

| Bảng xếp hạng (2020)                 | Vị trí |
| ------------------------------------ | ------ |
| Album Hoa Kỳ Top Country (Billboard) | 25     |

| Bảng xếp hạng (2021)                 | Vị trí |
| ------------------------------------ | ------ |
| Album Áo (Ö3 Austria)                | 70     |
| Album Hoa Kỳ Independent (Billboard) | 28     |
| Album Hoa Kỳ Top Country (Billboard) | 15     |

| Bảng xếp hạng (2022)                 | Vị trí |
| ------------------------------------ | ------ |
| Album Hoa Kỳ Top Country (Billboard) | 62     |

| Bảng xếp hạng (2010–2019)            | Vị trí |
| ------------------------------------ | ------ |
| Album Úc (ARIA)                      | 23     |
| Album Anh Quốc (OCC)                 | 96     |
| Hoa Kỳ Billboard 200                 | 32     |
| Album Hoa Kỳ Top Country (Billboard) | 11     |

| Bảng xếp hạng                        | Vị trí |
| ------------------------------------ | ------ |
| Hoa Kỳ Billboard 200                 | 140    |
| Hoa Kỳ Billboard 200 (Women)         | 37     |
| Album Hoa Kỳ Top Country (Billboard) | 72     |

## Chứng nhận doanh số
| Quốc gia | Chứng nhận  | Số đơn vị/doanh số chứng nhận |
| --- | ----------- | ----------------------------- |
| Úc (ARIA) | 5× Bạch kim | 350.000‡                      |
| Áo (IFPI Áo) | Bạch kim    | 20.000*                       |
| Bỉ (BEA) | 2× Bạch kim | 60.000‡                       |
| Brasil (Pro-Música Brasil) | Vàng        | 20.000*                       |
| Canada (Music Canada) | 4× Bạch kim | 320.000^                      |
| Colombia | Vàng        |                               |
| Đan Mạch (IFPI Đan Mạch) | Bạch kim    | 20.000‡                       |
| Pháp (SNEP) | Vàng        | 50.000‡                       |
| Đức (BVMI) | Bạch kim    | 300.000‡                      |
| Ireland (IRMA) | Bạch kim    | 15.000^                       |
| Nhật Bản (RIAJ) | Bạch kim    | 250.000^                      |
| Nhật Bản (RIAJ) Tải kỹ thuật số | Vàng        | 100.000*                      |
| México (AMPROFON) | Vàng        | 30.000^                       |
| New Zealand (RMNZ) | 2× Bạch kim | 30.000^                       |
| Ba Lan (ZPAV) | Vàng        | 10.000*                       |
| Singapore (RIAS) | 2× Bạch kim | 20.000*                       |
| Thụy Điển (GLF) | Vàng        | 20.000‡                       |
| Anh Quốc (BPI) | 2× Bạch kim | 619.000                       |
| Hoa Kỳ (RIAA) | 7× Platinum | 4.490.000                     |
| * Chứng nhận dựa theo doanh số tiêu thụ. ^ Chứng nhận dựa theo doanh số nhập hàng. ‡ Chứng nhận dựa theo doanh số tiêu thụ và phát trực tuyến. |             |                               |

## Lịch sử phát hành
| Quốc gia    | Ngày phát hành       | Phiên bản                          | Nhãn thu âm         | Nguồn                          |
| ----------- | -------------------- | ---------------------------------- | ------------------- | ------------------------------ |
| Canada      | 22 tháng 10 năm 2012 | Phiên bản thường phiên bản cao cấp | Universal Music     | [ 221 ] [ 222 ]                |
| Ấn Độ       | 22 tháng 10 năm 2012 | Phiên bản thường                   | Universal Music     | [ 223 ]                        |
| New Zealand | 22 tháng 10 năm 2012 | Phiên bản thường phiên bản cao cấp | Universal Music     | [ 13 ]                         |
| Anh Quốc    | 22 tháng 10 năm 2012 | Phiên bản thường phiên bản cao cấp | Mercury Records     | [ 224 ] [ 225 ]                |
| Hoa Kỳ      | 22 tháng 10 năm 2012 | Phiên bản thường phiên bản cao cấp | Big Machine Records | [ 12 ] [ 226 ] [ 227 ] [ 228 ] |
| Hoa Kỳ      | 4 tháng 12 năm 2012  | LP Đĩa than                        | Big Machine Records | [ 12 ] [ 226 ] [ 227 ] [ 228 ] |
| Hoa Kỳ      | 5 tháng 2 năm 2013   | Karaoke CD+G/DVD                   | Big Machine Records | [ 12 ] [ 226 ] [ 227 ] [ 228 ] |
| Ý           | 23 tháng 10 năm 2012 | Phiên bản thường phiên bản cao cấp | Universal Music     | [ 11 ] [ 229 ]                 |
| Tây Ban Nha | 23 tháng 10 năm 2012 | Phiên bản thường phiên bản cao cấp | Universal Music     | [ 230 ] [ 231 ]                |
| Nhật Bản    | 24 tháng 10 năm 2012 | Phiên bản thường phiên bản cao cấp | Universal Music     | [ 232 ] [ 233 ]                |
| Đức         | 26 tháng 10 năm 2012 | Phiên bản thường phiên bản cao cấp | Universal Music     | [ 234 ] [ 235 ]                |
| Pháp        | 5 tháng 11 năm 2012  | Phiên bản thường phiên bản cao cấp | Mercury Records     | [ 236 ] [ 237 ] [ 238 ]        |
| Pháp        | 22 tháng 4 năm 2013  | CD/DVD giới hạn                    | Mercury Records     | [ 236 ] [ 237 ] [ 238 ]        |
| Trung Quốc  | 31 tháng 12 năm 2012 | Phiên bản thường                   | Guangdong StarSing  | [ 239 ] [ 240 ]                |
| Trung Quốc  | 25 tháng 5 năm 2013  | Phiên bản cao cấp                  | Guangdong StarSing  | [ 239 ] [ 240 ]                |